# Andrzej Łada
Andrzej Łada (ur. 1953 w Ostrowcu Świętokrzyskim) – polski artysta fotograf. Członek rzeczywisty Okręgu Świętokrzyskiego Związku Polskich Artystów Fotografików. Członek Stowarzyszenia Dokumentalistów Droga.

## Życiorys
Andrzej Łada związany ze świętokrzyskim środowiskiem fotograficznym – mieszka i pracuje w Ostrowcu Świętokrzyskim. Uprawia fotografię artystyczną od wielu lat, począwszy od przynależności do twórczych stowarzyszeń fotograficznych Grupa 10 oraz Grupa V, działających w Ostrowcu Świętokrzyskim. Miejsce szczególne w jego twórczości zajmuje fotografia dokumentacyjna, fotografia krajoznawcza oraz fotografia krajobrazowa – w zdecydowanej większości związana z regionem świętokrzyskim  i ziemią ostrowiecką. W 1991 roku rozpoczął pracę w Miejskim Centrum Kultury w Ostrowcu Świętokrzyskim, gdzie w 1997 roku był współzałożycielem i późniejszym kustoszem Galerii Fotografii i prezesem powstałego w 2003 roku Fotoklubu Galeria MCK. W 2008 roku był inicjatorem wydawnictwa – albumu ze starymi zdjęciami Ostrowca Świętokrzyskiego – Ostrowiec w starej fotografii. Stale współpracuje z Łowcem Świętokrzyskim, w którym publikuje artykuły i zdjęcia. Od 2009 roku sporządza dokumentację fotograficzną ze spektakli teatralnych, w ramach wieloletniej współpracy ze scenografem i reżyserem teatralnym Leszkiem Mądzikiem.
Andrzej Łada jest autorem i współautorem wielu wystaw fotograficznych: indywidualnych i zbiorowych, Jego fotografie były prezentowane m.in. w Belgii, Danii, we Francji, na Ukrainie oraz w Polsce. W 1988 roku został przyjęty w poczet członków Okręgu Świętokrzyskiego Związku Polskich Artystów Fotografików (legitymacja nr 639). 
Jest laureatem Świętokrzyskiej Nagrody Kultury II stopnia (2011), Nagrody Marszałka Województwa Łódzkiego, trzykrotnym laureatem Nagrody Prezydenta Miasta Ostrowca Świętokrzyskiego oraz stypendystą Ministerstwa Kultury i Dziedzictwa Narodowego (2011).

## Odznaczenia
- Medal 40-lecia ZPAF (1987)[18]
- Medal 150-lecia Fotografii (1989)[18]
- Odznaka honorowa „Zasłużony dla Kultury Polskiej” (2009)[17][7][19]
- Brązowy Medal „Zasłużony Kulturze Gloria Artis” (2017)[3][20][6][21][19]

## Publikacje (albumy)
- Alchemia światła
- Ostrowiec Świętokrzyski
- Powiat ostrowiecki – perły kultury i przyrody
- Nad Kamienną
- 85 lat Parafii Najświętszego Serca Jezusowego w Ostrowcu Świętokrzyskim
- 400 lat Kościoła Św. Michała Archanioła w Ostrowcu Świętokrzyskim

Źródło